# Marianne Flück-Derendinger
Marianne Flück-Derendinger (* 27. April 1957 in Olten, Solothurn) ist eine Schweizer Bildhauerin. Besonders ist sie für ihre Holzbildhauerei bekannt. Viele ihrer Skulpturen sind im öffentlichen Besitz und zum Teil in der Natur ausgestellt. Flück-Derendinger nahm Ankäufe und Aufträge des Kunstmuseums Solothurn, des Kantons Solothurn, der Zentralbibliothek Solothurn (Leihgabe), des Kunstmuseums Olten und private Sammlungen entgegen.

## Leben
Flück-Derendinger besuchte von 1975 bis 1977 das Kindergartenseminar in Solothurn. Anschliessend absolvierte die Künstlerin eine Diplomausbildung an der Schauspielschule in Bern. Während des Studiums machte sie ein Gastsemester in Video und Film an der Kunstakademie Düsseldorf. Von 1982 bis 1985 ist die Künstlerin durch Asien und Italien gereist. Bis 1998 schnitze Flück-Derendinger Holzskulpturen. Diese hat sie teils mit Zeichnungen und Skizzen begleitet. Seit 1999 malt die Künstlerin aufgrund einer Handoperation Acrylbilder.
Heute lebt und arbeitet die Bildhauerin in einem alten Berner Stock von 1732 in Wangen an der Aare. Sie hat vier erwachsene Kinder.

## Auszeichnungen und Förderbeiträge
1998 erhielt Flück-Derendinger den Preis der Stiftung Pro Olten. Sieben Jahre zuvor gewann sie den Werkjahrbeitrag des Kantons Solothurn. 1990 erhielt die Künstlerin den Publikumspreis der «6. Kantonalen Weihnachtsausstellung der Solothurner Künstlerinnen und Künstler» in Olten.
Quelle:

## Eigene Publikationen
Im Jahr 1996 hat die Künstlerin die Holzschnitte zur Grossplastik «Berta staunt» in ihrem Selbstverlag publiziert. 1992 zeigte das Kunstmuseum Solothurn ihre Kunstmappe mit vier Holzschnitten.
Quelle:

## Einzel- und Doppelausstellungen
| 2014 | Härkingen: Alte Kirche Härkingen, «Begegnungen» mit Rosmarie Gehriger        | Härkingen: Alte Kirche Härkingen, «Begegnungen» mit Rosmarie Gehriger        | Härkingen: Alte Kirche Härkingen, «Begegnungen» mit Rosmarie Gehriger        |
| 2013 | Härkingen: Alte Kirche Härkingen                                             | Härkingen: Alte Kirche Härkingen                                             | Härkingen: Alte Kirche Härkingen                                             |
| 2012 | Hersiwil: NäijereHuus, mit Alois Herger                                      | Hersiwil: NäijereHuus, mit Alois Herger                                      | Hersiwil: NäijereHuus, mit Alois Herger                                      |
| 2009 | Aarwangen: Kunstgarten, «Die Verwandlung»                                    | Aarwangen: Kunstgarten, «Die Verwandlung»                                    | Aarwangen: Kunstgarten, «Die Verwandlung»                                    |
| 2008 | Hersiwil: Galerie NäijereHuus, «Ins Holz gekratzt»                           | Hersiwil: Galerie NäijereHuus, «Ins Holz gekratzt»                           | Hersiwil: Galerie NäijereHuus, «Ins Holz gekratzt»                           |
| 2007 | Balsthal: Galerie Rössli                                                     | Balsthal: Galerie Rössli                                                     | Balsthal: Galerie Rössli                                                     |
| 2005 | Uffikon: WetzMuseum, mit Roger Zemp                                          | Uffikon: WetzMuseum, mit Roger Zemp                                          | Uffikon: WetzMuseum, mit Roger Zemp                                          |
| 2003 | Biel: Galerie Silvia Steiner, mit Roland Flück                               | Biel: Galerie Silvia Steiner, mit Roland Flück                               | Biel: Galerie Silvia Steiner, mit Roland Flück                               |
| 2002 | Biberist: Schlösschen Vorder-Bleichenberg                                    | Biberist: Schlösschen Vorder-Bleichenberg                                    | Biberist: Schlösschen Vorder-Bleichenberg                                    |
| 2001 | Aarwangen: Kunstgarten, «10 Jahre Kunstgarten», Jubiläumsausstellung         | Aarwangen: Kunstgarten, «10 Jahre Kunstgarten», Jubiläumsausstellung         | Aarwangen: Kunstgarten, «10 Jahre Kunstgarten», Jubiläumsausstellung         |
| 2000 | Aarwangen: Kunstgarten Hedy Ernst, mit Roland Flück                          | Aarwangen: Kunstgarten Hedy Ernst, mit Roland Flück                          | Aarwangen: Kunstgarten Hedy Ernst, mit Roland Flück                          |
| 1999 | Balsthal: Galerie Rössli                                                     | Balsthal: Galerie Rössli                                                     | Balsthal: Galerie Rössli                                                     |
| 1998 | Schönenwerd: Paul Gugelmann-Museum                                           | Schönenwerd: Paul Gugelmann-Museum                                           | Schönenwerd: Paul Gugelmann-Museum                                           |
| 1995 | Aarwangen: Kunstgarten Hedy Ernst, mit Roland Flück                          | Aarwangen: Kunstgarten Hedy Ernst, mit Roland Flück                          | Aarwangen: Kunstgarten Hedy Ernst, mit Roland Flück                          |
| 1994 | Baden: Galerie Im Amtshimmel, mit Roland Flück                               | Baden: Galerie Im Amtshimmel, mit Roland Flück                               | Baden: Galerie Im Amtshimmel, mit Roland Flück                               |
| 1992 | Solothurn: Kunstmuseum, «Heimat ist, glaube ich, ein Mensch!» (Maja Beutler) | Solothurn: Kunstmuseum, «Heimat ist, glaube ich, ein Mensch!» (Maja Beutler) | Solothurn: Kunstmuseum, «Heimat ist, glaube ich, ein Mensch!» (Maja Beutler) |

Quelle:

## Gruppenausstellungen
| 2015 | Thal: ART Palett Biberist: Schlösschen Vorder-Bleichenberg, «Following structures», Arbeiten in Holz, mit Esti Frei und Dimitra Chraramanda | Thal: ART Palett Biberist: Schlösschen Vorder-Bleichenberg, «Following structures», Arbeiten in Holz, mit Esti Frei und Dimitra Chraramanda | Thal: ART Palett Biberist: Schlösschen Vorder-Bleichenberg, «Following structures», Arbeiten in Holz, mit Esti Frei und Dimitra Chraramanda |
| 2014 | Hersiwil: NäijereHuus, «Das Grosse im Kleinen», Thematische Jahresendausstellung | Hersiwil: NäijereHuus, «Das Grosse im Kleinen», Thematische Jahresendausstellung | Hersiwil: NäijereHuus, «Das Grosse im Kleinen», Thematische Jahresendausstellung |
| 2011 | Hersiwil: Galerie Näijerehuus, mit Verena Baumann, Roman Candio, Sonya Friedrich, Schang Hutter, Franco Müller, Franz Anatol Wyss | Hersiwil: Galerie Näijerehuus, mit Verena Baumann, Roman Candio, Sonya Friedrich, Schang Hutter, Franco Müller, Franz Anatol Wyss | Hersiwil: Galerie Näijerehuus, mit Verena Baumann, Roman Candio, Sonya Friedrich, Schang Hutter, Franco Müller, Franz Anatol Wyss |
| 2010 | Biberist: Schlösschen Vorder-Bleichenberg, mit Silvia Loevenich Frey und Marcelle Ernst (Langenthal) | Biberist: Schlösschen Vorder-Bleichenberg, mit Silvia Loevenich Frey und Marcelle Ernst (Langenthal) | Biberist: Schlösschen Vorder-Bleichenberg, mit Silvia Loevenich Frey und Marcelle Ernst (Langenthal) |
| 2006 | Subingen: Reformiertes Pfarrhaus (Kultur im äusseren Wasseramt), «Kunst Raum Kirche» | Subingen: Reformiertes Pfarrhaus (Kultur im äusseren Wasseramt), «Kunst Raum Kirche» | Subingen: Reformiertes Pfarrhaus (Kultur im äusseren Wasseramt), «Kunst Raum Kirche» |
| 2003 | Uffikon/Luzern: «KKL», Kunst und Kultur in der Landschaft | Uffikon/Luzern: «KKL», Kunst und Kultur in der Landschaft | Uffikon/Luzern: «KKL», Kunst und Kultur in der Landschaft |
| 1996 | Solothurn: Reithalle, 1. Edition - Solothurner Kunstmarkt für Originalgrafik und Multiples Wasseramt (zwischen Subingen SO und Inkwil BE): «Kunst-Linie» Solothurn: Kantonales Kulturzentrum Palais Besenval, «Körpersprache»                                                                               | Solothurn: Reithalle, 1. Edition - Solothurner Kunstmarkt für Originalgrafik und Multiples Wasseramt (zwischen Subingen SO und Inkwil BE): «Kunst-Linie» Solothurn: Kantonales Kulturzentrum Palais Besenval, «Körpersprache»                                                                               | Solothurn: Reithalle, 1. Edition - Solothurner Kunstmarkt für Originalgrafik und Multiples Wasseramt (zwischen Subingen SO und Inkwil BE): «Kunst-Linie» Solothurn: Kantonales Kulturzentrum Palais Besenval, «Körpersprache»                                                                               |
| 1993 | Solothurn: Franziskaner-Kirche, «Aktion Bilderwand» | Solothurn: Franziskaner-Kirche, «Aktion Bilderwand» | Solothurn: Franziskaner-Kirche, «Aktion Bilderwand» |
| 1992 | Solothurn: Kantonales Kulturzentrum Palais Besenval, «Solothurner Künstlerinnen und Künstler auf Kleinformat» | Solothurn: Kantonales Kulturzentrum Palais Besenval, «Solothurner Künstlerinnen und Künstler auf Kleinformat» | Solothurn: Kantonales Kulturzentrum Palais Besenval, «Solothurner Künstlerinnen und Künstler auf Kleinformat» |
| 1991 | Olten: Kunstmuseum, «Werkjahrbeiträge des Kantons Solothurn 1991» | Olten: Kunstmuseum, «Werkjahrbeiträge des Kantons Solothurn 1991» | Olten: Kunstmuseum, «Werkjahrbeiträge des Kantons Solothurn 1991» |
| 1990 | Olten: Städtisches Schwimmbad (Kunstverein), «Plastiken», mit Jürg Häusler, Jörg Mollet, Roland Nyffeler, Thomas Schaub, Christof Schelbert auch vertreten an Ausstellungen der (Wander-) Galerie A6, Olten mehrmals Teilnahme an Kantonalen Jahresausstellungen der Solothurner Künstlerinnen und Künstler | Olten: Städtisches Schwimmbad (Kunstverein), «Plastiken», mit Jürg Häusler, Jörg Mollet, Roland Nyffeler, Thomas Schaub, Christof Schelbert auch vertreten an Ausstellungen der (Wander-) Galerie A6, Olten mehrmals Teilnahme an Kantonalen Jahresausstellungen der Solothurner Künstlerinnen und Künstler | Olten: Städtisches Schwimmbad (Kunstverein), «Plastiken», mit Jürg Häusler, Jörg Mollet, Roland Nyffeler, Thomas Schaub, Christof Schelbert auch vertreten an Ausstellungen der (Wander-) Galerie A6, Olten mehrmals Teilnahme an Kantonalen Jahresausstellungen der Solothurner Künstlerinnen und Künstler |

Quelle: